# FIFA 19
FIFA 19 es un videojuego de simulación de fútbol desarrollado por EA Vancouver y EA Rumania, ayudando también en su desarrollo está también EA España y EA Holanda, como parte de la serie FIFA de Electronic Arts. Anunciado el 6 de junio de 2018 para su conferencia de prensa E3 2018, está disponible en las plataformas de Nintendo Switch, PlayStation 4, Microsoft Windows, Xbox One, Xbox 360 y PlayStation 3. EA Sports lanzó la demo el 13 de septiembre de ese año y el juego el día 28 del mismo. Es el último videojuego publicado para PlayStation 3 y Xbox 360.
Este fue el último juego de la serie FIFA que estuvo disponible para una consola de séptima generación.

## Jugabilidad
Las siguientes características están disponibles únicamente en PlayStation 4, Xbox One, Nintendo Switch y PC.

### Tecnología de movimiento real de jugadores
Este sistema, que aportó una personalidad definida a los jugadores y una mayor fidelidad en los movimientos, regresa con una mayor cobertura en todo el campo. Las mejoras en las animaciones, en la defensa táctica, en el equilibrio de los impactos y en las cargas físicas elevan el realismo del movimiento del jugador, personalidad y capacidad de respuesta a nuevas circunstancias dentro del partido.

### Active  sistema de Toque
Activo cambia la forma en que se recibe y toca el balón, proporcionando un control más cercano, una mayor fluidez, creatividad y una mayor personalidad del jugador. Utiliza nuevas maneras de tocar el balón al primer toque, como recortar al recibir, levantar el balón tras controlar, o incluso animaciones específicas de habilidades, como el Neymar Flick para batir al oponente y crear nuevas oportunidades de cara a gol.

### Batallas 50/50
Con balones divididos, las reacciones de los usuarios y los atributos de los jugadores decantan quién tomará el control de los balones sueltos en el terreno de juego. Debido a las mejoras en la inteligencia de los compañeros de equipo y la visión espacial, cada duelo cuenta en la lucha por la posesión del balón.

### Dynamic Tactics
El sistema táctico proporciona a los jugadores las herramientas para establecer múltiples enfoques tácticos, mayor personalización previa a los partidos y nuevas opciones para los ajustes dentro del partido utilizando el D-Pad. Cada enfoque táctico combina formaciones, mentalidades y estilos de juego ofensivo y defensivo para que sea posible personalizar el juego y adaptarlo a cualquier situación del partido y ser más divertido.

### El nuevo Patada Inicial
La experiencia del modo Patada Inicial en FIFA 19 abarca todos los estilos de juego y niveles de habilidad para que cualquier persona pueda disfrutar del juego y tenga la oportunidad de convertirse en campeón. 
Se podrán jugar finales de Copas, y en un nuevo modo, se podrá elegir entre una variedad de tipos de partidos, con reglas modificadas como: Larga distancia, Supervivencia, además de elegir si solo se permitirán goles de cabeza o de volea, entre otras opciones.

## El Trayecto
El modo basado en la historia que se introdujo en FIFA 17 vuelve bajo el título "El Trayecto: Campeones", y se incluyen tres personajes jugables:
- El protagonista, Alex Hunter, el cual ficha por el Real Madrid luego de que Cristiano Ronaldo se fuera a la Juventus.
- Kim Hunter, la cual disputaría el Mundial de Francia 2019
- Danny Williams, el cual tendrá que fichar con algún club de la Premier League.
  - Además, Alex Hunter y Danny Williams deberán ganar la Champions League con sus respectivos equipos.
    - Gareth Walker y el Sr. Agostino, quienes aparecían en FIFA 17 y FIFA 18, no aparecen aquí por razones desconocidas, aunque Walker envía a los personajes algunos twits abusivos durante la historia.

El movimiento fue anunciado en la cuenta de Twitter de EA SPORTS, y también marcó el lanzamiento de la tercera equipación de Los Merengues, y su respectivo tráiler fue lanzado el 21 de agosto de 2018 en el canal de YouTube de EA Sports.
Se hicieron doblajes de Alex Morgan, Paulo Dybala, Kevin De Bruyne y Neymar
Este modo de juego no está disponible en Nintendo Switch. 

### Trama de The Journey
La historia comienza con Alex Hunter, su media hermana Kim y Danny Williams viendo un video del abuelo de Hunter, Jim Hunter, anotando su gol número 100 en su carrera para su club en un partido de Primera División ante Coventry City. Después de eso, entrenan con sus respectivos equipos para el torneo amistoso de pretemporada que se celebra en Japón, que termina con los equipos de Alex y Danny enfrentados en la final del torneo. Más tarde, Alex se reúne con Beatriz Villanova, la agente de fútbol que lo contactó al final del viaje anterior, prometiéndole hacer de Alex un ícono en el fútbol mundial. Ella cumple su promesa y le dice a Alex que el Real Madrid le ha ofrecido un contrato de 5 años, que él acepta y se dirige a España a su nuevo club. Alex aún no ha hecho su debut en la Liga de Campeones y recibe ayuda de varios mentores en el equipo para ayudarlo a aumentar sus estadísticas.
Los equipos de Alex y Danny logran salir de sus grupos en la Liga de Campeones y se ubican en los extremos opuestos del fixture. En este punto, Alex se ha visto cada vez más atrapado en sus deberes de patrocinio de marcas y las demandas de sus agentes, junto con la creciente fama están comenzando a crear una brecha entre su familia. Esto se ve aún más cuando Kim viene a visitar a Alex antes de la Copa del Mundo y Alex no va a buscarla al aeropuerto debido a que está demasiado ocupado con su nueva marca de ropa, para consternación de Kim y su madre. Debido a esto, Alex es eliminado de la convocatoria antes del primer juego eliminatorio en la Liga de Campeones, lo que significa que tiene que luchar para regresar a la alineación inicial para recuperar la confianza de su mánager al mismo tiempo que Danny también tiene problemas con su agente, ya que su amigo Ringo y su agente tienen una discusión sobre si quiere una nueva casa o no, y el jugador tiene la opción de elegir con qué persona se va a alinear. Sin embargo, ambos equipos llegan a las semifinales de la competencia. Alex y Beatriz luego van a visitar a Kim antes del primer juego eliminatorio y Beatriz, después de haber quedado impresionada por las habilidades de Kim, le dice que debe ser profesional y no ir a la universidad. De vuelta en la Liga de Campeones, Alex se enfrenta a la Juventus y Danny una vez más se enfrenta al equipo de su hermano. Ambos derrotan a sus rivales y avanzan a la final de la Champions League, donde el Real Madrid se enfrenta al equipo de la Premier League de Danny. Independientemente de quién gane la final, el personaje perdedor toma su derrota gentilmente mientras el otro celebra ser coronado como el mejor equipo de clubes de Europa. El juego termina con Jim diciéndole a Alex que nunca ha estado más orgulloso de él y que cuando se retire, será el mejor Hunter de todos los tiempos, llegando a su fin el viaje de Alex Hunter.

## Ligas y Competiciones
Cuenta con 36 ligas y 18 equipos cada liga aproximadamente. Se añade por primera vez la Superliga China y se pierde la Liga Premier de Rusia (que será exclusiva de PES), aunque 3 clubes rusos que clasificaron a las competencias europeas de la temporada 2018-2019, sí estarán en el juego, como parte de la categoría "Resto del Mundo". Además, se incorporan al juego varios clubes europeos, como los clubes Dinamo Kiev de Ucrania, Dinamo Zagreb de Croacia y los equipos checos Slavia Praga y Viktoria Plzeň (los equipos mencionados, ya estuvieron en el juego en ediciones anteriores). También es novedad la vuelta de la licencia de la Serie A TIM, en FIFA 17 y FIFA 18 venía como Calcio A y por primera vez se licencia completamente la Superliga Argentina, con la excepción de Boca Juniors, ya que desde FIFA 14 no ha estado el nombre, logotipo y trofeo licenciados. Solo en FIFA 14 y FIFA 17 se llegaron a licenciar todos los clubes, menos el nombre, logotipo y trofeo de liga.
Para esta edición, el juego traerá como principal novedad el regreso de la UEFA Champions League y la UEFA Europa League (anteriormente llamada Copa de la UEFA) luego de 19 años de ausencia, ya que la última aparición de estos torneos en la saga, fue en el juego FIFA 2000. También hace su debut en el juego la UEFA Supercup, torneo que disputan los campeones de la UEFA Champions League y la UEFA Europa League.
| Confederación   | País                      | Liga/Equipo                   |
| --------------- | ------------------------- | ----------------------------- |
|                 | Alemania                  | Bundesliga                    |
| Bundesliga 2    | Alemania                  |                               |
| 3. Liga         | Alemania                  |                               |
| Austria         | Ö. Bundesliga             |                               |
| Bélgica         | Pro League                |                               |
| Dinamarca       | Alka Superliga            |                               |
| Escocia         | Scottish Premiership      |                               |
| España          | LaLiga Santander          |                               |
| España          | LaLiga 1\|2\|3            |                               |
| Francia         | Ligue 1 Conforama         |                               |
| Francia         | Domino's Ligue 2          |                               |
| Holanda         | Eredivisie                |                               |
| Inglaterra      | Premier League            |                               |
| Inglaterra      | EFL Championship          |                               |
| Inglaterra      | EFL League One            |                               |
| Inglaterra      | EFL League Two            |                               |
| Irlanda         | SSE Airtricity Lge        |                               |
| Italia          | Serie A TIM               |                               |
| Italia          | Serie B BKT (D)           |                               |
| Noruega         | Eliteserien               |                               |
| Polonia         | Lotto Ekstraklasa         |                               |
| Portugal        | Liga NOS (E)              |                               |
| Suecia          | Allsvenskan               |                               |
| Suiza           | Raiffeisen Super League   |                               |
| Turquía         | Spor Toto Süper Lig       |                               |
|                 | Argentina                 | Superliga Quilmes Clásica (A) |
| Brasil          | Brasileirão Assaí (B)     |                               |
| Chile           | Campeonato Scotiabank (C) |                               |
| Colombia        | Liga Dimayor              |                               |
| y               | Arabia Saudita            | Saudi Professional League     |
| y               | Australia Nueva Zelanda   | Hyundai A-League              |
| y               | China                     | Superliga China Nuevo         |
| y               | Corea del Sur             | K League 1                    |
| y               | Japón                     | Meiji Yasuda J1               |
|                 | Canadá Estados Unidos     | Major League Soccer           |
| México          | Liga Bancomer MX          |                               |
| Resto del Mundo |                           |                               |
|                 | Croacia                   | Dinamo Zagreb Vuelve          |
| Finlandia       | HJK Helsinki              |                               |
| Grecia          | AEK Atenas                |                               |
| Grecia          | Olympiacos                |                               |
| Grecia          | Panathinaikos             |                               |
| Grecia          | PAOK                      |                               |
| República Checa | Slavia Praga Vuelve       |                               |
| República Checa | Sparta Praga              |                               |
| República Checa | Viktoria Plzeň Vuelve     |                               |
| Rusia           | CSKA de Moscú             |                               |
| Rusia           | Lokomotiv de Moscú        |                               |
| Rusia           | Spartak de Moscú          |                               |
| Ucrania         | Dinamo Kiev Vuelve        |                               |
| Ucrania         | Shakhtar Donetsk          |                               |
|                 | Sudáfrica                 | Kaizer Chiefs                 |
| Orlando Pirates | Sudáfrica                 |                               |
|                 | Ficticio                  | MLS All-Star                  |
|                 | Ficticio                  | Adidas All-Star               |

Notas:
(A) = La Superliga Argentina está completamente licenciada, con sus jugadores reales. Sin embargo, sólo un club no tiene licencia: Boca Juniors y aparece en el juego como "Buenos Aires", pero tendrá sus jugadores licenciados.
(B) = No tiene nombre, formato, logotipo, trofeo, ni los jugadores reales. No están en el juego los siguientes clubes: Corinthians, Flamengo, Palmeiras, São Paulo y Vasco da Gama, todos ellos por sus licencias exclusivas en PES 2019.
(C) = El club Colo-Colo, aparece como "CD Viñazur", pero tendrá sus jugadores licenciados.
(D) = Figura como Calcio B. A excepción de los recién descendidos de la Serie A TIM: Benevento, Crotone y Hellas Verona, todos los clubes están sin licencia, pero con jugadores reales. Los nombres que están en paréntesis es como aparecen en el videojuego: Ascoli P.F.C. (Ascoli), Brescia Calcio (Brescia), Carpi F.C. 1909 (Carpi), A.S. Cittadella (Cittadella), Cosenza Calcio (Cosenza), Unione Sportiva Cremonese (Cremona), Foggia Calcio (Foggia), Spezia Calcio (La Spezia), Unione Sportiva Lecce (Lecce), Associazione Sportiva Livorno Calcio (Livorno), Calcio Padova (Padova), U.S.C. Palermo (Palermo), Associazione Calcistica Perugia Calcio (Perugia), Delfino Pescara 1936 (Pescara), U.S. Salernitana (Salerno), Venezia Football Club (Venezia).
(E) = El C.D. Nacional no tiene licencia y aparece en el juego como "Funchal".

### Competiciones
| Confederación             | Competición                  | Licencia   |
| ------------------------- | ---------------------------- | ---------- |
|                           | UEFA Champions League Vuelve | Licenciada |
| UEFA Europa League Vuelve |                              | Licenciada |
| UEFA Supercup Nuevo       |                              | Licenciada |

## Selecciones nacionales
| Confederación     | Selección     | Licencia   |
| ----------------- | ------------- | ---------- |
|                   | Alemania      | Licenciada |
| Austria           | Parcial       |            |
| Bélgica           | Licenciada    |            |
| Bulgaria          | Parcial       |            |
| Dinamarca         | Licenciada    |            |
| Escocia           | Licenciada    |            |
| Eslovenia         | Parcial       |            |
| España            | Licenciada    |            |
| Finlandia         | Parcial       |            |
| Francia           | Licenciada    |            |
| Gales             | Licenciada    |            |
| Grecia            | Licenciada    |            |
| Hungría           | Parcial       |            |
| Inglaterra        | Licenciada    |            |
| Irlanda           | Licenciada    |            |
| Irlanda del Norte | Licenciada    |            |
| Islandia          | Licenciada    |            |
| Italia            | Licenciada    |            |
| Noruega           | Licenciada    |            |
| Países Bajos      | Licenciada    |            |
| Polonia           | Licenciada    |            |
| Portugal          | Licenciada    |            |
| República Checa   | Licenciada    |            |
| Rumanía           | Licenciada    |            |
| Rusia             | Licenciada    |            |
| Suecia            | Licenciada    |            |
| Suiza             | Parcial       |            |
| Turquía           | Licenciada    |            |
|                   | Licenciada    | Argentina  |
| Bolivia           | Parcial       |            |
| Brasil            | Licenciada    |            |
| Chile             | Licenciada    |            |
| Colombia          | Parcial       |            |
| Ecuador           | Parcial       |            |
| Paraguay          | Parcial       |            |
| Perú              | Parcial       |            |
| Uruguay           | Parcial       |            |
| Venezuela         | Parcial       |            |
|                   | Canadá        | Licenciada |
| Estados Unidos    |               | Licenciada |
| México            |               | Licenciada |
|                   | Camerún       | Parcial    |
| Costa de Marfil   |               | Parcial    |
| Egipto            |               | Parcial    |
| Sudáfrica         |               | Parcial    |
|                   | Australia     | Licenciada |
| India             | Parcial       |            |
|                   | Nueva Zelanda | Licenciada |

| Confederación       | Selección       | Licencia   |
| ------------------- | --------------- | ---------- |
|                     | Camerún Nuevo   | Licenciada |
| Nigeria Nuevo       |                 | Licenciada |
| Sudáfrica Nuevo     | Parcial         |            |
|                     | Australia       | Licenciada |
| China Vuelve        |                 | Licenciada |
| Corea del Sur Nuevo |                 | Licenciada |
| Japón Nuevo         |                 | Licenciada |
| Tailandia Nuevo     |                 | Licenciada |
|                     | Canadá          | Licenciada |
| Estados Unidos      |                 | Licenciada |
| Jamaica Nuevo       |                 | Licenciada |
| México              |                 | Licenciada |
|                     | Argentina Nuevo | Licenciada |
| Brasil              |                 | Licenciada |
| Chile Nuevo         |                 | Licenciada |
|                     | Alemania        | Licenciada |
| Escocia Nuevo       |                 | Licenciada |
| España              |                 | Licenciada |
| Francia             |                 | Licenciada |
| Inglaterra          |                 | Licenciada |
| Italia              |                 | Licenciada |
| Noruega             |                 | Licenciada |
| Países Bajos        |                 | Licenciada |
| Suecia              |                 | Licenciada |
|                     | Nueva Zelanda   | Licenciada |

## Estadios
Se han confirmado 16 estadios pertenecientes a LaLiga Santander, incluido el regreso del Estadio Mestalla del Valencia, tras ausentarse en la edición anterior y 3 de LaLiga 1|2|3 de España. Solo queda excluido el Camp Nou del FC Barcelona debido al contrato de este último con Konami y los tres equipos recién ascendidos a LaLiga. También se destaca el regreso del Signal Iduna Park del Borussia Dortmund, tras ausentarse en la edición anterior y la incorporación del Otkrytie Arena del Spartak Moscú, que en la edición anterior, apareció por una actualización en el modo World Cup, y de los estadios de los 3 equipos ascendidos a la Premier League en la temporada 2018-2019, además del nuevo estadio del Tottenham Hotspur. También se destaca la incorporación del estadio Mercedes-Benz Stadium, del Atlanta United, cuadro perteneciente a la Major League Soccer de Estados Unidos y Canadá. En la Superliga Argentina, se destaca la ausencia del estadio La Bombonera de Boca Juniors por el contrato que firmó dicho club con Konami para aparecer exclusivamente en la franquicia PES hasta 2021,[por esta razón, para que aparezca La Bombonera en FIFA19, simplemente borre la aplicación, es necesario reinstalar y jugar sin conexión en el estado inicial.] El resto de los estadios, son los mismos que estuvieron presentes en FIFA 18, considerando también a los estadios ficticios. También se añade el Parc Olympique Lyonnais, estadio del club francés Olympique de Lyon pero solo estará disponible para el modo de juego de Patada Inicial de la final de la Copa Mundial Femenina de Fútbol de 2019 y en el Modo Carrera.
| País           | Estadio                         | Club/es                            |
| -------------- | ------------------------------- | ---------------------------------- |
| Alemania       | Allianz Arena                   | Bayern de Múnich                   |
| Alemania       | Borussia Park                   | Borussia Mönchengladbach Alemania  |
| Alemania       | Olympiastadion                  | Hertha Berlín Alemania             |
| Alemania       | Signal Iduna Park Vuelve        | Borussia Dortmund                  |
| Alemania       | Veltins-Arena                   | Schalke 04                         |
| Alemania       | Volksparkstadion                | Hamburgo S.V.                      |
| Arabia Saudita | King Abdullah Sports City       | Al-Ittihad Al-Ahli                 |
| Arabia Saudita | King Fahd Stadium               | Al-Hilal Al-Nassr Al-Shabab        |
| Argentina      | El Monumental                   | River Plate Argentina              |
| Canadá         | BC Place                        | Vancouver Whitecaps Canadá         |
| España         | Coliseum Alfonso Pérez Nuevo    | Getafe                             |
| España         | ABANCA-Balaídos Nuevo           | Celta Vigo                         |
| España         | ABANCA-Riazor Nuevo             | Deportivo La Coruña                |
| España         | Benito Villamarín Nuevo         | Real Betis                         |
| España         | Ciutat de València Nuevo        | Levante                            |
| España         | La Rosaleda Nuevo               | Málaga                             |
| España         | Mestalla Vuelve                 | Valencia                           |
| España         | San Mamés Nuevo                 | Athletic Bilbao                    |
| España         | Santiago Bernabéu               | Real Madrid España                 |
| España         | Estadio de Anoeta Nuevo         | Real Sociedad                      |
| España         | Estadio de Gran Canaria Nuevo   | UD Las Palmas                      |
| España         | Mendizorroza Nuevo              | Alavés                             |
| España         | Estadio de Montilivi Nuevo      | Girona                             |
| España         | Estadio de la Cerámica Nuevo    | Villareal                          |
| España         | Municipal de Butarque Nuevo     | Leganés                            |
| España         | Municipal de Ipurua Nuevo       | Eibar                              |
| España         | RCDE Stadium Nuevo              | Espanyol                           |
| España         | Ramón Sánchez-Pizjuán Nuevo     | Sevilla                            |
| España         | Wanda Metropolitano             | Atlético Madrid España             |
| Estados Unidos | CenturyLink Field               | Seattle Sounders FC Estados Unidos |
| Estados Unidos | Mercedes-Benz Stadium Nuevo     | Atlanta United                     |
| Estados Unidos | StubHub Center                  | LA Galaxy                          |
| Francia        | Parc des Princes                | Paris Saint-Germain Francia        |
| Francia        | Orange Vélodrome                | Olympique de Marsella              |
| Francia        | Parc Olympique Lyonnais Nuevo   | Olympique de Lyon                  |
| Gales          | Cardiff City Stadium Nuevo      | Cardiff City Gales                 |
| Gales          | Liberty Stadium                 | Swansea City                       |
| Inglaterra     | Anfield                         | Liverpool                          |
| Inglaterra     | Britannia Stadium               | Stoke City                         |
| Inglaterra     | Carrow Road                     | Norwich City                       |
| Inglaterra     | Craven Cottage Nuevo            | Fulham                             |
| Inglaterra     | Emirates Stadium                | Arsenal                            |
| Inglaterra     | Etihad Stadium                  | Manchester City                    |
| Inglaterra     | Fratton Park                    | Portsmouth F.C.                    |
| Inglaterra     | Goodison Park                   | Everton                            |
| Inglaterra     | KCOM Stadium                    | Hull City                          |
| Inglaterra     | King Power Stadium              | Leicester City                     |
| Inglaterra     | Kirklees Stadium                | Huddersfield Town                  |
| Inglaterra     | Loftus Road                     | Queens Park Rangers FC             |
| Inglaterra     | Molineux Stadium Nuevo          | Wolverhampton Wanderers            |
| Inglaterra     | London Stadium                  | West Ham United                    |
| Inglaterra     | Old Trafford                    | Manchester United                  |
| Inglaterra     | Riverside Stadium               | Middlesbrough                      |
| Inglaterra     | Selhurst Park                   | Crystal Palace                     |
| Inglaterra     | St James' Park                  | Newcastle United                   |
| Inglaterra     | St Mary's Stadium               | Southampton                        |
| Inglaterra     | Stadium of Light                | Sunderland                         |
| Inglaterra     | Stamford Bridge                 | Chelsea                            |
| Inglaterra     | The Amex Stadium                | Brighton and Hove Albion           |
| Inglaterra     | The Hawthorns                   | West Bromwich Albion               |
| Inglaterra     | Tottenham Hotspur Stadium Nuevo | Tottenham Hotspur                  |
| Inglaterra     | Turf Moor                       | Burnley                            |
| Inglaterra     | Vicarage Road                   | Watford                            |
| Inglaterra     | Villa Park                      | Aston Villa                        |
| Inglaterra     | Vitality Stadium                | Bournemouth                        |
| Inglaterra     | Wembley Stadium                 | Inglaterra                         |
| Italia         | Allianz Stadium                 | Juventus                           |
| Italia         | San Siro                        | A.C. Milan Inter de Milán          |
| Italia         | Stadio Olimpico                 | Lazio A.S. Roma Italia             |
| Japón          | Panasonic Stadium Suita         | Gamba Osaka                        |
| México         | Estadio Azteca                  | Club América Cruz Azul México      |
| Países Bajos   | Johan Cruijff Arena             | Ajax Países Bajos                  |
| Rusia          | Otkrytie Arena Nuevo            | Spartak Moscú                      |
| Ucrania        | Donbass Arena                   | Shakhtar Donetsk                   |

| Ficticios                        |
| Al Jayeed Stadium                |
| Aloha Park                       |
| Arena del Centenario             |
| Arena D'Oro                      |
| Court Lane                       |
| Crown Lane                       |
| Eastpoint Arena                  |
| El Grandioso                     |
| El Libertador                    |
| Estadio de las Artes             |
| Estadio El Medio                 |
| Estadio Presidente General López |
| Euro Park                        |
| FeWC Stadium*                    |
| Forest Park Stadium              |
| Ivy Lane                         |
| Molton Road                      |
| O Dromo                          |
| Sanderson Park                   |
| Stade Municipal                  |
| Stade Classico                   |
| Stadion 23. Maj                  |
| Stadion Europa                   |
| Stadion Hanguk                   |
| Stadion Neder                    |
| Stadion Olympic                  |
| Town Park                        |
| Union Park Stadium               |
| Waldstadion                      |

- El estadio FeWC Stadium solo está disponible para PS4, Xbox One y PC y será usado en los FIFA eWorld Cup Series.

## Comentaristas
Estos son los comentaristas del juego, para cada idioma correspondiente:
| Región          | Idioma         | Comentaristas |
| --------------- | -------------- | --- |
| Brasil          | Portugués      | Tiago Leifert Caio Ribeiro |
| España          | Español        | Manolo Lama Paco González Antonio Ruiz |
| Francia         | Francés        | Hervé Mathoux Pierre Ménès |
| Inglaterra      | Inglés         | Martin Tyler Alan Smith Alan Mclnally (reportes dentro del juego) Geoff Shreeves (reportes de lesiones) Mike West Derek Rae (UEFA Champions League) Lee Dixon (UEFA Champions League) |
| Italia          | Italiano       | Pierluigi Pardo Stefano Nava Matteo Barzaghi |
| Hispanoamérica  | Español Latino | Fernando Palomo Mario Kempes |
| Mundo árabe     | Árabe          | Essam El Shawaly Abdullah Al-Mubarak Harby |
| Países Bajos    | Neerlandés     | Youri Mulder Evert ten Napel |
| Polonia         | Polaco         | Dariusz Szpakowski Jacek Laskowski |
| Portugal        | Portugués      | Hélder Conduto David Carvalho |
| República Checa | Checo          | Jaromír Bosák Petr Svěcený |
| Rusia           | Ruso           | Yuri Rozanov Vasilij Solov'ëv Agu Diaz |

## FUT Iconos
Los iconos son:
| - Bobby Moore - Carles Puyol - Clarence Seedorf - Claude Makélélé. - Deco - Del Piero - Dennis Bergkamp - Emilio Butragueño. - Emmanuel Petit - Eusebio da Silva. - Fabio Cannavaro. - Fernando Hierro - Frank Lampard. - Gattuso | - George Best - Hagi - Henry - Inzaghi - Johan Cruyff. - Juan Sebastián Verón. - Hernán Crespo - Litmanen - Laurent Blanc - Luís Figo - Luis Hernandez - Larsson - Lampard - Laudrup - Lehmann | - Lineker - Maradona - Matthäus - Michael Ballack. - Miroslav Klose - Lev Yashin - Nakata - Nedvêd - Nesta - Okocha - Overmars - Owen - Paolo Maldini - Patrick Kluivert - Pelé | - Petr Schmeichel - Pirés - Raúl González Blanco. - Rivaldo. - Ruud Gullit - Rijkaard - Rio Ferdinand - Roberto Baggio. - Roberto Carlos - Ronaldinho - Ronaldo Nazario - Roy Keane - Rui Costa - Ryan Giggs - Shearer - Sol Campbell - Shevchenko - Scholes - Sócrates - Steven Gerrard. - Stoichkov - Trezeguet - Van Basten - Van Der Sar - Van Nistelrooy - Patrick Vieira - Vieri - Zanetti - Zola |

Los iconos tienen tres versiones, las cuales describen diferentes etapas de la trayectoria de cada uno, todas esas versiones con medias diferentes. Existen también los Iconos Moments o Iconos Super Prime los cuales reflejan la época de mayor esplendor de ese jugador.

## Banda sonora
La lista de canciones incluidas en el juego son:
| - Andreya Triana - Beautiful People - Atomic Drum Assembly - Island Life - Bakar - Big Dreams - Bantu & Dr. Chaii - Jackie Chan - Bas feat. J. Cole - Tribe - BC Unidos feat. U.S. Girls and Ledinsky - Take It Easy - Bearson feat. Lemaitre and Josh Pan - It's Not This - Billie Eilish - You Should See Me in a Crown - Bob Moses - Heaven Only Knows - Broods - Peach - Bugzy Malone feat. JP Cooper - Ordinary People - Childish Gambino - Feels Like Summer - Confidence Man - Out The Window - Courtney Barnett - City Looks Pretty - Crystal Fighters - Another Level - Death Cab For Cutie - Gold Rush - Easy Life - Pockets - Ghali - Habibi - Gizmo Varillas & Baio - Losing You (Baio Remix) - Gorillaz - Sorcererz - Husky Loops feat. MEI and Count Counsellor - Everytime I Run - Jacob Banks - Love Ain’t Enough | - Jungle - Beat 54 (All Good Now) - Kojey Radical feat. Mahalia and Swindle - Water - LADAMA - Porro Maracatu (TOY SELECTAH Remix) - Lao Ra - Pa’lante - Logic feat. Young Sinatra - Warm It Up - LSD (Labrinth, feat. Sia and Diplo) - Genius - Mansionair - Violet City - No/Me - Consistent - NoMBe feat. Big Data - Drama - Ocean Wisdom - Tom & Jerry - Octavian - Lightning - Peggy Gou - It Makes You Forget (Itgehane) - Sam Fender - Play God - Stealth - Truth Is - Stereo Honey - Where No One Knows Your Name - SUN SILVA - Blue Light - Tom Misch feat. Loyle Carner, Barney Artist and Rebel Kleff - Good To Be Home - Tove Styrke - Sway - Wovoka Gentle - 1000 Opera Singers Working In Starbucks - Yolanda Be Cool feat. Kwanzaa Posse - Musika - Young Fathers - Border Girl |

## Cristiano Ronaldo y la polémica de la portada
El 9 de junio del 2018, se reveló en el evento de EA en el E3 2018 el tráiler oficial de FIFA 19. En dicho video se muestra a Cristiano Ronaldo jugar un partido en la recién adquirida licencia de la Champions League usando la camiseta del Real Madrid. Donde también se dio a conocer la portada del juego en donde Cristiano Ronaldo usa la camiseta del club español. Sin embargo, el 10 de julio del mismo año, se dio la noticia de que Cristiano Ronaldo no sólo anunciaba su salida del cuadro merengue, sino que se incorporaba al equipo italiano de la Juventus.
Para EA Sports la noticia fue sorpresiva e inesperada, ya que se contaba con la imagen de CR7 en el juego con el Real Madrid, y se rumoreaba que incluso no estaría en la portada del juego. Pero el 16 de julio, EA Sports anunció en un vídeo corto, a Cristiano Ronaldo con la Juventus al lado de sus compañeros de equipo. Tiempo después se dio a conocer su imagen en la portada usando la playera del dicho club italiano. Como dato curioso, el vídeo se lanzó en la misma fecha que la Juventus presentó a Cristiano Ronaldo en Turín, Italia.
Nuevamente en octubre de 2018, la imagen del jugador portugués comienza a ser retirada progresivamente de la portada del videojuego y su publicidad, reemplazándola por el trío de futbolistas que son la imagen principal del modo de juego Fifa Ultimate Team, siendo estos Paulo Dybala, Kevin De Bruyne y Neymar. Según rumores, la retirada de CR7 de la portada obedece a una política interna de EA Sports frente a las acusaciones de abuso sexual presentadas contra el futbolista y a sus problemas judiciales con el fisco español. Sin embargo, voces de la subsidiaria canadiense propiedad de los Electronic Arts indican que simplemente se está dando protagonismo a otras estrellas del fútbol.